# Mistérios de Lisboa
Mistérios de Lisboa é o título de um romance de Camilo Castelo Branco, publicado em 1854. Trata-se de uma novela cuja acção decorre quer em território nacional (Lisboa, Sintra, Trás-os-Montes), quer em terras estrangeiras (França, Angoulême).

## Personagens
- Anacleta - amante de D. Teotónio
- D. Teotónio
- Alberto de Magalhães - dono de uma riqueza fabulosa, tem uma casa em Sintra
- Barão de Sá
- Sebastião de Melo - fidalgo rural
- Sr. Capitão de Viduedo
- Duquesa Clinton
- Mr. Colomb - estrangeiro
- Padre Dinis
- D. Antónia Mascarenhas - mãe de Eugénia
- Eugénia de Magalhães - filha desaparecida
- Condessa de Santa Bárbara, D. Ângela Lima

## Adaptações televisivas e cinematográficas
Juntamente com os romances Livro Negro do Padre Dinis e Amor de Perdição é a base da telenovela luso-brasileira Paixões Proibidas.
Raúl Ruiz criou uma adaptação para cinema e televisão que mereceu o prémio Concha de Prata - Melhor Realizador, no festival de San Sebastián. O filme teve a participação de Léa Seydoux, Maria João Bastos, João Pimentel, Clotilde Hesme, Filipe Vargas, Ricardo Pereira, Albano Jerónimo e Malik Zidik entre outros. 